# ترافكو جروب
مجموعة ترافكو للسياحة والفنادق (رومنة: Travco) شركة مصرية أم. مدير الشركة حامد الشيتي أسّسها سنة 1979. نمت الشركة خلال حقبة الازدهار السياحي في مصر حتّى أصبحت ضمن أكبر شركات السياحة في الشرق الأوسط، فتخدم 1,3 مليون سائح في السنة.

## أقسام ونشاطات
- توفّر للسوّاح من خلال قسم الرحلات النقل والإسكان، فتوفّر الڤيلل والشاليهات والغرف في أكثر من 146 فندق ومنتجع وفندق عائم على النيل.
- تمتلك عدداً من الفنادق الشهيرة حول العالم منهم (إيبرهوتل) و(سول ي مار) وآخرهم سلسلتا فنادق (شتاينبرجر) و(إنترسيتي) الألمانيّتان.
- قسم العقارات يدير عدداً من المشاريع الضخمة من أكبرهم خليج مكادي في ريفييرا البحر الأحمر وخليج ألماظة في الساحل الشمالي.
- قسم النقل البرّي والسيّارات الفاخرة يدير أسطول السيّارات والحافلات البالغ عددهم أكثر من 800 سيارة وحافلة.
- تفرّعت في مجال الطيران من خلال مشروع مشترك فتمتلك 50٪ من شركة العربية للطيران مصر الّتي بدأت رحلاتها في يونيو 2010 ومقرّها مطار برج العرب الدولي.